# Pierre-Paul-Léon Glaize
Pierre-Paul-Léon Glaize, dit Léon Glaize, né le 3 février 1842 à Paris et mort dans la même ville le 7 juillet 1931, est un peintre français.

## Biographie

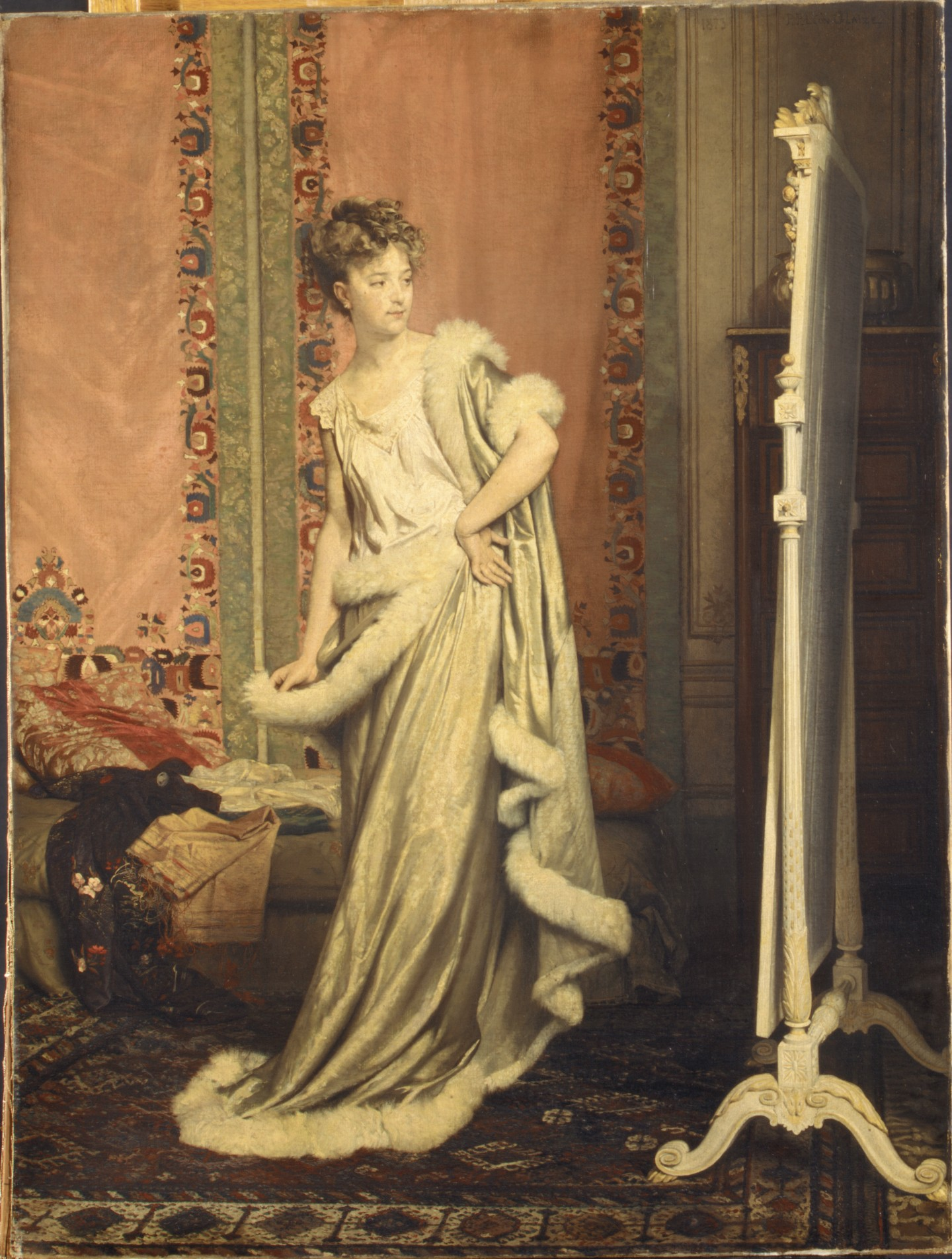
Face au miroir, huile sur toile, 1873 (Metropolitan Museum of Art).

Pierre-Paul-Léon Glaize est d'abord l'élève de son père, le peintre Auguste-Barthélemy Glaize. Il entre à l'École des beaux-arts de Paris le 31 mars 1863 dans l'atelier de Jean-Léon Gérôme. Il obtient un second prix de Rome de peinture en 1866. Il débute au Salon de 1869. Il obtient de nombreuses médailles.
Glaize participe à la décoration du salon des arts de l'hôtel de ville de Paris et de la salle des mariages de la mairie du 20e arrondissement de Paris.
À partir de 1890, il est contacté par l'Institut d'émission de la Banque de France pour travailler sur des projets de billets de banque français puis destinés aux colonies. Ses compositions peintes sont adoptées, entre autres, pour la Banque de Madagascar, avec pour graveur Charles-Jules Robert.
Il est membre du jury du Salon de la Société des artistes français. 
Il est promu officier de la Légion d'honneur en 1906.
Léon Glaize est mort le 7 juillet 1931 et inhumé à Paris au cimetière du Père-Lachaise (44e division).

## Œuvres dans les collections publiques
- Dijon :
  - Musée des beaux-arts : Esope chez Xanthus (1863), huile sur toile, 108 x 184 cm ;
- New York
  - Metropolitan Museum of Art : Face au miroir (1873), huile sur toile, 101 x 76 cm ;
- Paris :
  - église Saint-Merri : décor peint dans une chapelle du côté sud du déambulatoire ;
  - hôtel de ville: Salon des arts[4]
    - L'union de l'idéal et de la vérité, huile sur toile;
    - La musique et la danse, huile sur toile;

  - mairie du 20e arrondissement : 
    - Les Grands Hommes de la Révolution devant la Postérité, 1889 ;
    - La Famille et le Travail ;
    - Le Mariage, fresque, salle des mariages ;
    - Le Triomphe de la République, 1891 ;
- Rouen :
  - théâtre des Arts de Rouen : L'Apothéose de Corneille, 1882, œuvre détruite pendant la Seconde Guerre mondiale[réf. souhaitée].

## Salons
- Une conjuration aux premiers temps de Rome, Salon de 1875, œuvre détruite pendant la Seconde Guerre mondiale[5] ;
- Le Christ aux limbes, Salon de 1900[6].